# ابن دواس القنا
أبو الحسن علي بن محمد بن علي التميمي العنبري يعرف عمومًا بـابن دوّاس القنا ( ؟ - 5 يوليو 1128) شاعر عراقي. أصله من البصرة وسكن واسط وعرف والده بـدواس القنا. له شعر كثير متين. توفي في آخر الأيام المسترشدية. «لم يكن بواسط من يجري مجراه في الشعر لم يمتع بفضله، واخترمته قبل الاكتهال يد الأجل.» من أسرته ابنه أحمد بن علي وحفيداه أبو شجاع محمد بن أحمد وأخوه علي بن أحمد.

## سيرته
هو أبو الحسن علي بن محمد بن علي التميمي العنبري المعروف والده بدوّاس القنا. ولد في سنة غير معلومة من القرن الخامس الهجري في البصرة . قدم واسطا وسكنها إلى حين وفاته، وكان تام المعرفة بالأدب. «لم يكن بواسط من يجري مجراه في الشعر لم يمتع بفضله، واخترمته قبل الاكتهال يد الأجل.» قدم بغداد بعد 490 هـ ومدح بها صدقة بن منصور وغيره، وروى بها شيئا من شعره، وقرأ
الأدب على أبي زكريا التبريزي، كتب عنه ببغداد أبو الوفاء أحمد بن محمد بن الحصين وغيره.

توفي ابن دوّاس القنا في ليلة سادسه في رجب سنة اثنتين وعشرين وخمسمائة/ 5 يوليو 1128 في واسط.

## شعره
من شعره قوله:
وله أيضًا